# Persone di nome Philip
| Questa pagina contiene informazioni ricavate automaticamente dalle voci biografiche con l'ausilio del template Bio e di un bot. L'aggiornamento è periodico e automatico e ricostruisce completamente la pagina. Se manca una persona in questa lista, sei pregato di non aggiungerla, ma accertati piuttosto che la sua voce biografica contenga il template Bio e che i dati anagrafici siano correttamente compilati. Se il template Bio manca, inseriscilo tu stesso o, in alternativa, metti l'avviso {{tmp\|Bio}} che ne segnala la mancanza. Se i dati riportati sono sbagliati, correggi direttamente la voce biografica; le modifiche saranno visibili in questa lista entro pochi giorni. Per chiarimenti vedi il progetto antroponimi. La lista contiene solo le 426 persone che sono citate nell'enciclopedia e per le quali è stato implementato correttamente il template Bio. Pagina aggiornata al 16 ott 2024. |

Questa è una lista di persone presenti nell'enciclopedia che hanno il prenome Philip, suddivise per attività principale.

## Allenatori di calcio(9)
- Phil Babb, allenatore di calcio e ex calciatore irlandese (Lambeth, n. 1970)
- Phil Brown, allenatore di calcio e ex calciatore inglese (South Shields, n. 1959)
- Philip Haagdoren, allenatore di calcio e ex calciatore belga (Lommel, n. 1970)
- Phil Holder, allenatore di calcio e ex calciatore inglese (Kilburn, n. 1952)
- Phil Hughes, allenatore di calcio e ex calciatore nordirlandese (Belfast, n. 1964)
- Phil Kelso, allenatore di calcio scozzese (Largs, n. 1871 - Londra, † 1935)
- Phil Neville, allenatore di calcio, dirigente sportivo e ex calciatore inglese (Bury, n. 1977)
- Phil Parkinson, allenatore di calcio e ex calciatore inglese (Amersham, n. 1967)
- Phil Thompson, allenatore di calcio e ex calciatore inglese (Liverpool, n. 1954)

## Allenatori di pallacanestro(4)
- Philip Brownstein, allenatore di pallacanestro statunitense (Chicago, n. 1906 - Skokie, † 1999)
- Phil Martelli, allenatore di pallacanestro statunitense (Media, n. 1954)
- Philip Mestdagh, allenatore di pallacanestro belga (n. 1963)
- Philip Sachs, allenatore di pallacanestro statunitense (n. 1902 - Detroit, † 1973)

## Ammiragli(2)
- Philip Carteret, ammiraglio e esploratore inglese (Jersey, n. 1733 - Southampton, † 1796)
- Philip Vian, ammiraglio inglese (Londra, n. 1894 - Ashford Hill, † 1968)

## Animatori(1)
- Phil Monroe, animatore statunitense (Long Beach, n. 1916 - Los Angeles, † 1988)

## Arbitri di calcio(2)
- Philip Don, ex arbitro di calcio inglese (Sheffield, n. 1952)
- Phil Dowd, ex arbitro di calcio inglese (Staffordshire, n. 1963)

## Archeologi(1)
- Philip Barker, archeologo britannico (n. 1920 - † 2001)

## Architetti(4)
- Philip Dowson, architetto britannico (Sudafrica, n. 1924 - † 2014)
- Philip Johnson, architetto statunitense (Cleveland, n. 1906 - New Canaan, † 2005)
- Philip Tilden, architetto inglese (n. 1887 - † 1956)
- Philip Webb, architetto e designer britannico (Oxford, n. 1831 - Worth, † 1915)

## Arcivescovi cattolici(5)
- Philip Arnold Subira Anyolo, arcivescovo cattolico keniota (Tongaren, n. 1956)
- Philip Naameh, arcivescovo cattolico ghanese (Nandom-Ko, n. 1948)
- Philip Phillips, arcivescovo cattolico irlandese (Irlanda, n. 1716 - Clonmore, † 1787)
- Philip Tartaglia, arcivescovo cattolico scozzese (Glasgow, n. 1951 - Glasgow, † 2021)
- Philip Edward Wilson, arcivescovo cattolico australiano (Cessnock, n. 1950 - Adelaide, † 2021)

## Armatori(1)
- Philip Niarchos, armatore greco (Atene, n. 1954)

## Artisti(4)
- Philip Brophy, artista, scrittore e regista australiano (Reservoir, n. 1959)
- Philip Colbert, artista britannico (n. 1979)
- Philip Jeck, artista e musicista inglese (n. 1952 - † 2022)
- Philip Ridley, artista, scrittore e drammaturgo inglese (Londra, n. 1964)

## Astronauti(1)
- Philip Chapman, astronauta statunitense (Melbourne, n. 1935 - † 2021)

## Astronomi(2)
- Philip Herbert Cowell, astronomo britannico (Calcutta, n. 1870 - Aldeburgh, † 1949)
- Phil Plait, astronomo, divulgatore scientifico e blogger statunitense (Washington, n. 1964)

## Attori(38)
- Philip Abbott, attore statunitense (Lincoln, n. 1924 - Tarzana, † 1998)
- Philip Ahn, attore statunitense (Los Angeles, n. 1905 - Los Angeles, † 1978)
- Philip Bolden, attore statunitense (New Orleans, n. 1995)
- Philip Bosco, attore statunitense (Jersey City, n. 1930 - Haworth, † 2018)
- P. J. Boudousqué, attore statunitense (New Orleans, n. 1988)
- Philip Bourneuf, attore statunitense (Somerville, n. 1908 - Santa Monica, † 1979)
- Philip Carey, attore statunitense (Hackensack, n. 1925 - Manhattan, † 2009)
- Philip Coolidge, attore statunitense (Concord, n. 1908 - New York, † 1967)
- Phil Daniels, attore britannico (Londra, n. 1958)
- Philip Dorn, attore olandese (Scheveningen, n. 1901 - Los Angeles, † 1975)
- Phil Dunster, attore britannico (Reading, n. 1992)
- Philip Ettinger, attore statunitense (Fair Lawn, n. 1985)
- Philip Glenister, attore britannico (Londra, n. 1963)
- Philip Baker Hall, attore statunitense (Toledo, n. 1931 - Glendale, † 2022)
- Phil Hartman, attore, doppiatore e sceneggiatore canadese (Brantford, n. 1948 - Los Angeles, † 1998)
- Philip Hepburn, attore statunitense (Florida, n. 1941)
- Philip Seymour Hoffman, attore statunitense (Fairport, n. 1967 - New York, † 2014)
- Anthony Hopkins, attore britannico (Port Talbot, n. 1937)
- Philip Hurlic, attore statunitense (Los Angeles, n. 1927 - Compton, † 2014)
- Philip Jackson, attore britannico (Retford, n. 1948)
- Philip Charles MacKenzie, attore statunitense (Brooklyn, n. 1946)
- Philip McGinley, attore britannico (Liverpool, n. 1981)
- Philip McKeon, attore e produttore cinematografico statunitense (Westbury, n. 1964 - Wimberley, † 2019)
- Philip Merivale, attore e sceneggiatore inglese (Manickpur, n. 1886 - Los Angeles, † 1946)
- Philip Michael, attore britannico (Londra, n. 1982)
- Philip Ng, attore, artista marziale e coreografo cinese (Hong Kong, n. 1977)
- Philip Ober, attore statunitense (Fort Payne, n. 1902 - Città del Messico, † 1982)
- Philip Olivier, attore inglese (Liverpool, n. 1980)
- Philip Rosenthal, attore e scrittore statunitense (Queens, n. 1960)
- Philip Noah Schwarz, attore tedesco (Colonia, n. 2001)
- Philip Stone, attore inglese (Leeds, n. 1924 - Londra, † 2003)
- Philip Suriano, attore statunitense (n. 1948)
- Paul Thomas, attore e regista statunitense (Winnetka, n. 1947)
- Philip Michael Thomas, attore, cantante e ballerino statunitense (Columbus, n. 1949)
- Pip Torrens, attore britannico (Bromley, n. 1960)
- Philip Van Zandt, attore e personaggio televisivo olandese (Amsterdam, n. 1904 - Los Angeles, † 1958)
- Philip Wiegratz, attore tedesco (Magdeburgo, n. 1993)
- Philip Winchester, attore statunitense (Belgrade, n. 1981)

## Attori teatrali(2)
- Philip Quast, attore teatrale e cantante australiano (Tamworth, n. 1957)
- Philip Radice, attore teatrale e regista teatrale statunitense (Colorado Springs, n. 1955)

## Aviatori(2)
- Philip Joubert de la Ferté, aviatore inglese (Darjeeling, n. 1887 - Uxbridge, † 1965)
- Phil Rasmussen, aviatore statunitense (Boston, n. 1918 - Fort Myers, † 2005)

## Avvocati(1)
- Philip Perlman, avvocato, giornalista e politico statunitense (Baltimora, n. 1890 - Baltimora, † 1960)

## Banchieri(1)
- Philip May, banchiere britannico (Norwich, n. 1957)

## Bassisti(2)
- Philip Lynott, bassista, cantante e chitarrista irlandese (West Bromwich, n. 1949 - Salisbury, † 1986)
- Neil Murray, bassista britannico (Edimburgo, n. 1950)

## Batteristi(1)
- Phil Taylor, batterista britannico (Chesterfield, n. 1954 - Londra, † 2015)

## Beatmaker(1)
- Mr. Phil, beatmaker e disc jockey italiano (Londra, n. 1980)

## Biblisti(1)
- Maurice Casey, biblista britannico (Sunderland, n. 1942 - † 2014)

## Biologi(1)
- Philip Hershkovitz, biologo statunitense (n. 1909 - † 1997)

## Botanici(2)
- Philip Barker Webb, botanico e naturalista inglese (Milford House, n. 1793 - Parigi, † 1854)
- Philip Miller, botanico inglese (Londra, n. 1691 - Londra, † 1771)

## Calciatori(32)
- Philip Azango, calciatore nigeriano (Jos Plateau, n. 1997)
- Philip Bach, calciatore inglese (Bitterley, n. 1872 - Middlesbrough, † 1937)
- Phil Barber, ex calciatore inglese (Tring, n. 1965)
- Philip Billing, calciatore danese (Copenaghen, n. 1996)
- Phil Boyer, ex calciatore inglese (Nottingham, n. 1949)
- Phil Charnock, ex calciatore inglese (Southport, n. 1975)
- Phil Dwyer, calciatore gallese (Cardiff, n. 1953 - † 2021)
- Phil Foden, calciatore inglese (Stockport, n. 2000)
- Phil Gee, ex calciatore inglese (Pelsall, n. 1964)
- Philip Haglund, calciatore svedese (Stoccolma, n. 1987)
- Philip Heise, calciatore tedesco (Düsseldorf, n. 1991)
- Philip Hellquist, calciatore svedese (Stoccolma, n. 1991)
- Philip Ifil, ex calciatore inglese (Willesden, n. 1986)
- Phil Jagielka, ex calciatore inglese (Sale, n. 1982)
- Phil Neal, ex calciatore e allenatore di calcio britannico (Irchester, n. 1951)
- Chidi Onyemah, ex calciatore nigeriano (Lagos, n. 1984)
- Philip Opiyo, ex calciatore keniota (n. 1979)
- Philip Oslev, calciatore burundese (n. 1994)
- Philip Otele, calciatore nigeriano (Port Harcourt, n. 1999)
- Phil Parkes, ex calciatore inglese (Wolverhampton, n. 1950)
- Philip Roberts, calciatore inglese (Newham, n. 1994)
- Philip Roller, calciatore tedesco (Monaco di Baviera, n. 1994)
- Philip Slone, calciatore statunitense (New York, n. 1907 - West Palm Beach, † 2003)
- Philip Sparrdal Mantilla, ex calciatore svedese (Stoccolma, n. 1993)
- Philip Steven, calciatore papuano (n. 1995)
- Phil Summerill, ex calciatore inglese (Birmingham, n. 1947)
- Phil Taylor, calciatore e allenatore di calcio inglese (Bristol, n. 1917 - Bedfordshire, † 2012)
- Philip Türpitz, calciatore tedesco (Laupheim, n. 1991)
- Philip Walker, calciatore inglese (Londra, n. 1954 - † 2022)
- Philip Younghusband, ex calciatore filippino (Ashford, n. 1987)
- Philip Zialor, ex calciatore seychellese (n. 1976)
- Philip Zinckernagel, calciatore danese (Copenaghen, n. 1994)

## Canottieri(5)
- Phil Boyd, canottiere canadese (Toronto, n. 1876 - Toronto, † 1967)
- Philip Doyle, canottiere e hockeista su ghiaccio irlandese (Lisburn, n. 1992)
- Philip Filleul, canottiere britannico (Bath, n. 1885 - Tonbridge, † 1974)
- Philip Fleming, canottiere britannico (Newport-on-Tay, n. 1889 - Woodstock, † 1971)
- Philip Verdon, canottiere britannico (Brixton, n. 1886 - Nairobi, † 1960)

## Cantanti(6)
- Phil Anselmo, cantante e musicista statunitense (New Orleans, n. 1968)
- Philip Labonte, cantante statunitense (n. 1975)
- Philip Lawrence, cantante statunitense (Evansville, n. 1976)
- Philip Lawson, cantante, arrangiatore e compositore inglese (Crawley, n. 1957)
- Scott McKenzie, cantante statunitense (Jacksonville, n. 1939 - Los Angeles, † 2012)
- Phil Shulman, cantante e polistrumentista britannico (Glasgow, n. 1937)

## Cantautori(4)
- Philip Bailey, cantautore statunitense (Denver, n. 1951)
- Phil Collins, cantautore, polistrumentista e produttore discografico britannico (Chiswick, n. 1951)
- Philip Oakey, cantautore, tastierista e produttore discografico britannico (Hinckley, n. 1955)
- Phil Ochs, cantautore statunitense (El Paso, n. 1940 - Far Rockaway, † 1976)

## Cardinali(2)
- Philip Howard, cardinale e vescovo cattolico britannico (Londra, n. 1629 - Roma, † 1694)
- Philip Repyngdon, cardinale e vescovo cattolico gallese (Galles - Inghilterra, † 1424)

## Cestisti(18)
- Phil Chenier, ex cestista statunitense (Berkeley, n. 1950)
- Phil Farbman, cestista statunitense (Brooklyn, n. 1924 - Hollywood, † 1996)
- Philip Hertz, ex cestista danese (Gentofte, n. 1992)
- Phil Hubbard, ex cestista e allenatore di pallacanestro statunitense (Canton, n. 1956)
- Phil Johnson, ex cestista e allenatore di pallacanestro statunitense (Grace, n. 1941)
- Phil Jordon, cestista statunitense (Lakeport, n. 1933 - Sumner, † 1965)
- Phil Martin, ex cestista canadese (Hamilton, n. 1980)
- Phil Melillo, ex cestista e allenatore di pallacanestro statunitense (Newark, n. 1952)
- Phil Missere, ex cestista statunitense (Queens, n. 1983)
- Philip Ricci, ex cestista e allenatore di pallacanestro statunitense (Sacramento, n. 1980)
- Phil Rollins, cestista statunitense (Wickliffe, n. 1934 - † 2021)
- Flip Saunders, cestista, allenatore di pallacanestro e dirigente sportivo statunitense (Cleveland, n. 1955 - Minneapolis, † 2015)
- Philip Scrubb, cestista canadese (Richmond, n. 1992)
- Phil Smith, cestista statunitense (San Francisco, n. 1952 - Escondido, † 2002)
- Phil Smyth, ex cestista e allenatore di pallacanestro australiano (Adelaide, n. 1958)
- Philip Szanyiel, ex cestista e allenatore di pallacanestro francese (Manosque, n. 1960)
- Phil Tollestrup, ex cestista canadese (Raymond, n. 1949)
- Philip Zwiener, ex cestista tedesco (Rotenburg, n. 1985)

## Chimici(2)
- Philip Eaton, chimico statunitense (New York, n. 1936 - † 2023)
- Philip Skell, chimico statunitense (New York, n. 1918 - † 2010)

## Chitarristi(7)
- Phil Campbell, chitarrista britannico (Pontypridd, n. 1961)
- Philip Catherine, chitarrista belga (Londra, n. 1942)
- Philip Chevron, chitarrista e cantante irlandese (Dublino, n. 1957 - Dublino, † 2013)
- Phil Manzanera, chitarrista britannico (Londra, n. 1951)
- Phil Palmer, chitarrista britannico (Londra, n. 1952)
- Phil X, chitarrista e cantante canadese (Toronto, n. 1966)
- Philip Shouse, chitarrista e compositore statunitense (Macon, n. 1966)

## Ciclisti su strada(3)
- Phil Anderson, ex ciclista su strada e dirigente sportivo australiano (Londra, n. 1958)
- Philip Deignan, ex ciclista su strada irlandese (Letterkenny, n. 1983)
- Phil Edwards, ciclista su strada britannico (Bristol, n. 1949 - Monte Carlo, † 2017)

## Climatologi(1)
- Phil Jones, climatologo britannico (Redhill, n. 1952)

## Compositori(6)
- Philip Corner, compositore e pianista statunitense (New York, n. 1933)
- Phil Coulter, compositore, cantautore e produttore discografico irlandese (Derry, n. 1942)
- Philip Glass, compositore statunitense (Baltimora, n. 1937)
- Philip Rosseter, compositore, liutista e impresario teatrale inglese (n. 1567 - Londra, † 1623)
- Philip Sainton, compositore, violinista e direttore d'orchestra inglese (Arques-la-Bataille, n. 1891 - Petersfield, † 1967)
- Philip White, compositore spagnolo (Madrid)

## Conduttori radiofonici(1)
- Phil Lester, conduttore radiofonico e youtuber britannico (Rawtenstall, n. 1987)

## Crickettisti(1)
- Philip Tomalin, crickettista e dirigente sportivo francese (Londra, n. 1856 - Bognor Regis, † 1940)

## Critici letterari(1)
- Philip Horne, critico letterario britannico (n. 1957)

## Crittografi(1)
- Phil Zimmermann, crittografo statunitense (Camden, n. 1954)

## Culturisti(1)
- Phil Hill, culturista statunitense (Trenton, n. 1963 - Trenton, † 2017)

## Danzatori(2)
- Philip Chatfield, ballerino e direttore artistico britannico (Southampton, n. 1927 - Brisbane, † 2021)
- Philip Kim, ballerino canadese (Toronto, n. 1997)

## Diplomatici(2)
- Philip Habib, diplomatico statunitense (Brooklyn, n. 1920 - Puligny-Montrachet, † 1992)
- Philip Kerr, XI marchese di Lothian, diplomatico scozzese (Londra, n. 1882 - Washington, † 1940)

## Direttori della fotografia(2)
- Philip H. Lathrop, direttore della fotografia statunitense (Merced, n. 1912 - Los Angeles, † 1995)
- Phil Méheux, direttore della fotografia inglese (Londra, n. 1941)

## Dirigenti d'azienda(2)
- Philip W. Schiller, dirigente d'azienda statunitense (Natick, n. 1960)
- Phil Waugh, dirigente d'azienda, dirigente sportivo e rugbista a 15 australiano (Sydney, n. 1979)

## Dirigenti sportivi(4)
- Philip Anschutz, dirigente sportivo statunitense (Russell, n. 1939)
- Phil Dowson, dirigente sportivo, allenatore di rugby a 15 e rugbista a 15 inglese (Guildford, n. 1981)
- Phil Jackson, dirigente sportivo, allenatore di pallacanestro e ex cestista statunitense (Deer Lodge, n. 1945)
- Phil Woosnam, dirigente sportivo, allenatore di calcio e calciatore gallese (Caersws, n. 1932 - Dunwoody, † 2013)

## Discoboli(1)
- Philip Milanov, discobolo belga (Bruges, n. 1991)

## Drammaturghi(2)
- Philip Barry, commediografo statunitense (Rochester, n. 1896 - New York, † 1949)
- Philip Massinger, drammaturgo inglese (Salisbury, n. 1583 - Londra, † 1640)

## Economisti(3)
- Philip H. Dybvig, economista statunitense (Gainesville, n. 1955)
- Philip Kotler, economista statunitense (Chicago, n. 1931)
- Philip Wicksteed, economista, storico e critico letterario inglese (Leeds, n. 1844 - Childrey, † 1927)

## Filantropi(1)
- Philip Wollen, filantropo australiano (n. 1950)

## Fisici(5)
- Philip Hauge Abelson, fisico statunitense (Tacoma, n. 1913 - Bethesda, † 2004)
- Philip Warren Anderson, fisico statunitense (Indianapolis, n. 1923 - Princeton, † 2020)
- Philip M. Morse, fisico statunitense (n. 1903 - † 1985)
- Philip Moriarty, fisico britannico (Londra, n. 1968)
- Philip Morrison, fisico statunitense (Somerville, n. 1915 - Cambridge, † 2005)

## Flautisti(1)
- Philip Pickett, flautista inglese (Londra, n. 1950)

## Fondisti(1)
- Philip Boit, ex fondista keniota (Eldoret, n. 1971)

## Fotografi(1)
- Philip Kwame Apagya, fotografo ghanese (Sekondi-Takoradi, n. 1958)

## Fotoreporter(1)
- Philip Jones Griffiths, fotoreporter gallese (Rhuddlan, n. 1936 - Londra, † 2008)

## Fumettisti(3)
- Philip Bond, fumettista britannico (Lancashire, n. 1966)
- Phil Davis, fumettista statunitense (Saint Louis, n. 1906 - † 1964)
- P. Craig Russell, fumettista e illustratore statunitense (Wellsville, n. 1951)

## Generali(7)
- Philip Chetwode, I barone Chetwode, generale britannico (Westminster, n. 1869 - Marylebone, † 1950)
- Michael Jeffery, generale e politico australiano (Wiluna, n. 1937 - † 2020)
- Philip Kearny, generale statunitense (New York, n. 1815 - Chantilly, † 1862)
- Philip Neame, generale e tiratore a segno britannico (Faversham, n. 1888 - Selling, † 1978)
- Philip Schuyler, generale e politico statunitense (Albany, n. 1733 - Albany, † 1804)
- Philip Henry Sheridan, generale statunitense (Albany, n. 1831 - Nonquitt, † 1888)
- Philip Ward, generale inglese (n. 1924 - † 2003)

## Ginnasti(2)
- Philip Kassel, ginnasta e multiplista statunitense (Germania, n. 1876 - Filadelfia, † 1959)
- Philip Schuster, ginnasta e multiplista statunitense (Wisconsin, n. 1883 - Chicago, † 1926)

## Giocatori di baseball(4)
- Phil Hughes, ex giocatore di baseball statunitense (Mission Viejo, n. 1986)
- Philip Humber, ex giocatore di baseball statunitense (Nacogdoches, n. 1982)
- Phil Niekro, giocatore di baseball statunitense (Blaine, n. 1939 - Flowery Branch, † 2020)
- Phil Rizzuto, giocatore di baseball statunitense (New York City, n. 1917 - West Orange, † 2007)

## Giocatori di beach volley(1)
- Phil Dalhausser, giocatore di beach volley statunitense (Baden, n. 1980)

## Giocatori di calcio a 5(1)
- Philip Johns, ex giocatore di calcio a 5 statunitense (n. 1958)

## Giocatori di football americano(6)
- Philip Blake, giocatore di football americano canadese (Toronto, n. 1985)
- Phil Dawson, ex giocatore di football americano statunitense (West Palm Beach, n. 1975)
- Phil Dokes, giocatore di football americano statunitense (Little Rock, n. 1955 - Jacksonville, † 1989)
- Philip Juhlin, giocatore di football americano statunitense (Maryville, n. 1991)
- Philip Rivers, ex giocatore di football americano statunitense (Decatur, n. 1981)
- Philip Wheeler, giocatore di football americano statunitense (Columbus, n. 1984)

## Giocatori di poker(2)
- Phil Gordon, giocatore di poker statunitense (El Paso, n. 1970)
- Phil Laak, giocatore di poker statunitense (Dublino, n. 1972)

## Giornalisti(5)
- Philip Graves, giornalista irlandese (Cork, n. 1876 - Cork, † 1953)
- Philip Julian Klass, giornalista e saggista statunitense (Des Moines, n. 1919 - Merritt Island, † 2005)
- Philip Mennell, giornalista e editore inglese (Newcastle upon Tyne, n. 1851 - Londra, † 1905)
- Philip Meyer, giornalista e scrittore statunitense (Deshler, n. 1930 - Carrboro, † 2023)
- Philip Yancey, giornalista, scrittore e educatore statunitense (Atlanta, n. 1949)

## Giuristi(1)
- Philip Lutley Sclater, giurista e ornitologo britannico (n. 1829 - † 1913)

## Golfisti(1)
- Phil Mickelson, golfista statunitense (San Diego, n. 1970)

## Hockeisti su ghiaccio(4)
- Phil Esposito, ex hockeista su ghiaccio canadese (Sault Sainte Marie, n. 1942)
- Phil Kessel, hockeista su ghiaccio statunitense (Madison, n. 1987)
- Phil LaBatte, hockeista su ghiaccio statunitense (Saint Paul, n. 1911 - Alexandria, † 2002)
- Philip Larsen, hockeista su ghiaccio danese (Esbjerg, n. 1989)

## Imprenditori(8)
- Philip Livingston, imprenditore statunitense (Albany, n. 1686 - New York, † 1749)
- Philip Danforth Armour, imprenditore statunitense (Stockbridge, n. 1832 - Chicago, † 1901)
- Philip Crampton, imprenditore e dirigente d'azienda irlandese (Dublino, n. 1959)
- Philip Arthur Fisher, imprenditore e scrittore statunitense (n. 1907 - † 2004)
- Phil Knight, imprenditore, dirigente d'azienda e produttore cinematografico statunitense (Portland, n. 1938)
- Philip Morris, imprenditore britannico (Londra, n. 1835 - Londra, † 1873)
- Philip Rosedale, imprenditore e fisico statunitense (San Diego, n. 1968)
- Philip Rosenthal, imprenditore e politico tedesco (Berlino, n. 1916 - Selb, † 2001)

## Impresari teatrali(1)
- Philip Henslowe, impresario teatrale inglese (Lindfield - Londra, † 1616)

## Incisori(2)
- Philip Christoph Becker, incisore tedesco (Coblenza, n. 1674 - Vienna, † 1743)
- Philip Galle, incisore e editore olandese (Haarlem, n. 1537 - Anversa, † 1612)

## Informatici(1)
- Philip Wadler, informatico statunitense (n. 1956)

## Ingegneri(3)
- Philip Emeagwali, ingegnere, matematico e informatico nigeriano (Akure, n. 1954)
- Philip Lloyd, ingegnere e insegnante britannico (Sheffield, n. 1936 - Città del Capo, † 2018)
- Philip Taylor, ingegnere e imprenditore britannico (n. 1786 - Sainte-Marguerite, † 1870)

## Insegnanti(1)
- Philip Pizzo, docente, oncologo e pediatra statunitense (Bronx, n. 1944)

## Liutisti(1)
- Philip van Wilder, liutista e compositore fiammingo (Millam - Londra, † 1554)

## Logici(1)
- Philip Jourdain, logico britannico (Ashbourne, n. 1879 - Crookham, † 1919)

## Lottatori(1)
- Philip Barreiro, lottatore canadese (Ithaca, n. 1989)

## Mafiosi(2)
- Philip Rastelli, mafioso statunitense (New York, n. 1918 - New York, † 1991)
- Philip Testa, mafioso statunitense (Filadelfia, n. 1924 - Filadelfia, † 1981)

## Maratoneti(1)
- Philip Manyim, ex maratoneta e siepista keniota (Uasin Gishu, n. 1978)

## Matematici(3)
- Philip Candelas, matematico e fisico britannico (Londra, n. 1951)
- Philip J. Davis, matematico statunitense (Lawrence, n. 1923 - † 2018)
- Philip Hall, matematico britannico (Hampstead, n. 1904 - Cambridge, † 1982)

## Medici(2)
- Philip Showalter Hench, medico statunitense (Pittsburgh, n. 1896 - Ocho Rios, † 1965)
- Philip Nitschke, medico australiano (Ardrossan, n. 1947)

## Mezzofondisti(1)
- Philip Noel-Baker, mezzofondista, politico e diplomatico britannico (Londra, n. 1889 - Londra, † 1982)

## Militari(6)
- Philip Brocklehurst, militare, geologo e esploratore britannico (Swythamley Park, n. 1887 - † 1975)
- Philip J. Corso, ufficiale statunitense (California, n. 1915 - Jupiter, † 1998)
- Philip Hicks, militare britannico (Warwick, n. 1895 - Hartley Wintney, † 1967)
- Philip Christoph Königsmarck, militare svedese (n. 1665 - † 1694)
- Philip Moore, barone Moore, ufficiale inglese (n. 1921 - † 2009)
- Philip Johan von Strahlenberg, militare, geografo e cartografo svedese (Stralsund, n. 1677 - Fröllinge, † 1747)

## Musicisti(5)
- Philip Aaberg, musicista statunitense (Havre, n. 1949)
- Phil Alvin, musicista e cantante statunitense (Downey, n. 1953)
- Philip Ledger, musicista e direttore di coro inglese (Bexhill-on-Sea, n. 1937 - Regno Unito, † 2012)
- Philip Selway, musicista e cantautore inglese (Abingdon-on-Thames, n. 1967)
- Snakefinger, musicista e compositore inglese (Tooting, n. 1949 - Linz, † 1987)

## Musicologi(2)
- Philip Gossett, musicologo, storico e saggista statunitense (New York, n. 1941 - Chicago, † 2017)
- Philip Tagg, musicologo britannico (Northamptonshire, n. 1944 - † 2024)

## Naturalisti(1)
- Philip Henry Gosse, naturalista britannico (Worcester, n. 1810 - Torquay, † 1888)

## Nobili(15)
- Philip Broke, nobile e militare britannico (Nacton, n. 1776 - Londra, † 1841)
- Philip Gore, IV conte di Arran, nobile e diplomatico irlandese (Dublino, n. 1801 - † 1884)
- Philip Herbert, IV conte di Pembroke, nobile, politico e scrittore inglese (Wilton House, n. 1584 - Westminster, † 1649)
- Philip Herbert, V conte di Pembroke, nobile inglese (n. 1621 - † 1669)
- Philip Howard, XX conte di Arundel, nobile inglese (Londra, n. 1557 - Londra, † 1595)
- Philip Sidney, III conte di Leicester, nobile e politico inglese (n. 1619 - † 1698)
- Philip Sidney, V conte di Leicester, nobile inglese (n. 1676 - † 1705)
- Philip Simonsson, nobile norvegese († 1217)
- Philip Stanhope, I conte di Chesterfield, nobile inglese (n. 1584 - † 1656)
- Philip Stanhope, II conte di Stanhope, nobile inglese (n. 1714 - † 1786)
- Philip Henry Stanhope, IV conte di Stanhope, nobile e politico inglese (Chevening, n. 1781 - † 1855)
- Philip Stanhope, II conte di Chesterfield, nobile inglese (n. 1634 - † 1714)
- Philip Stanhope, V conte di Chesterfield, nobile, politico e diplomatico inglese (Bretby, n. 1755 - Bretby, † 1815)
- Philip Stanhope, III conte di Chesterfield, nobile inglese (n. 1673 - Bretby, † 1726)
- Philip Stanhope, IV conte di Chesterfield, nobile e politico inglese (Londra, n. 1694 - Westminster, † 1773)

## Numismatici(1)
- Philip Grierson, numismatico e storico britannico (Dublino, n. 1910 - Cambridge, † 2006)

## Nuotatori(3)
- Philip Heintz, ex nuotatore tedesco (Mannheim, n. 1991)
- Philip Hubble, ex nuotatore britannico (Beaconsfield, n. 1960)
- Phil Rogers, ex nuotatore australiano (Bochum, n. 1971)

## Orientalisti(1)
- Philip Khuri Hitti, orientalista libanese (Shimlan, n. 1886 - Princeton, † 1978)

## Paleontologi(1)
- Philip J. Currie, paleontologo canadese (Brampton, n. 1949)

## Pallanuotisti(1)
- Phil Daubenspeck, pallanuotista statunitense (Los Angeles, n. 1905 - Los Angeles, † 1951)

## Personaggi televisivi(1)
- Johnny Knoxville, personaggio televisivo, comico e attore statunitense (Knoxville, n. 1971)

## Piloti automobilistici(3)
- Philip Fotheringham-Parker, pilota automobilistico inglese (Beckenham, n. 1907 - Beckley, † 1981)
- Philip Hanson, pilota automobilistico britannico (Berkshire, n. 1999)
- Phil Hill, pilota automobilistico statunitense (Miami, n. 1927 - Salinas, † 2008)

## Piloti di rally(1)
- Phil Mills, copilota di rally britannico (Trefeglwys, n. 1963)

## Pirati(2)
- Philip Fitzgerald, pirata e corsaro irlandese
- Philip Nolan, pirata e mercante statunitense (n. 1771 - † 1801)

## Pistard(2)
- Philip Heijnen, pistard e ciclista su strada olandese (Oeffelt, n. 2000)
- Philip Hindes, pistard britannico (Krefeld, n. 1992)

## Pittori(7)
- Philip Hermogenes Calderon, pittore inglese (Poitiers, n. 1833 - Londra, † 1898)
- Philip Fruytiers, pittore e incisore fiammingo (Anversa, n. 1610 - Anversa, † 1666)
- Philip Guston, pittore statunitense (Montréal, n. 1913 - Woodstock, † 1980)
- Philip de László, pittore ungherese (Budapest, n. 1869 - Londra, † 1937)
- Philip Richard Morris, pittore inglese (Plymouth, n. 1836 - Londra, † 1902)
- Philip Vinckeboons, pittore fiammingo (Mechelen, n. 1545 - Amsterdam, † 1601)
- Philip James de Loutherbourg, pittore britannico (Strasburgo, n. 1740 - Chiswick, † 1812)

## Poeti(10)
- Philip James Bailey, poeta inglese (Nottingham, n. 1816 - Nottingham, † 1902)
- Philip Freneau, poeta statunitense (New York, n. 1752 - Freehold, † 1832)
- Philip Frowde, poeta e drammaturgo inglese († 1738)
- Philip Hobsbaum, poeta, critico letterario e insegnante britannico (Londra, n. 1932 - Glasgow, † 2005)
- Philip Lamantia, poeta e scrittore statunitense (San Francisco, n. 1927 - San Francisco, † 2005)
- Philip Levine, poeta statunitense (Detroit, n. 1928 - Fresno, † 2015)
- Philip Schultz, poeta statunitense (Rochester, n. 1945)
- Philip Sidney, poeta e militare britannico (Penshurst, n. 1554 - Zutphen, † 1586)
- Edward Thomas, poeta e militare gallese (Lambeth, n. 1878 - Arras, † 1917)
- Philip Whalen, poeta statunitense (Portland, n. 1923 - San Francisco, † 2002)

## Politici(25)
- Philip van Artevelde, politico fiammingo (Gand - Roosebeke, † 1382)
- Phil Batt, politico e musicista statunitense (Wilder, n. 1927 - † 2023)
- Philip Bradbourn, politico britannico (Tipton, n. 1951 - Sutton Coldfield, † 2014)
- Phil Bredesen, politico statunitense (Oceanport, n. 1943)
- Philip Breitmeyer, politico statunitense (Detroit, n. 1864 - Detroit, † 1941)
- Phil Crane, politico statunitense (Chicago, n. 1930 - Jefferson, † 2014)
- Philip Davis, politico e avvocato bahamense (Exuma, n. 1951)
- Filip Dewinter, politico belga (Bruges, n. 1962)
- Phil English, politico statunitense (Erie, n. 1956)
- Philip Francis, politico irlandese (Dublino, n. 1740 - Londra, † 1818)
- Philip Goldberg, politico e diplomatico statunitense (Boston, n. 1956)
- Philip Hammond, politico britannico (Epping, n. 1955)
- Philip Harris, politico e imprenditore britannico (n. 1942)
- Philip Hone, politico statunitense (New York, n. 1780 - New York, † 1851)
- Philip J. Rock, politico statunitense (Chicago, n. 1937 - Chicago, † 2016)
- Philip La Follette, politico statunitense (Madison, n. 1897 - Madison, † 1965)
- Philip Matante, politico botswano (Serowe, n. 1912 - Francistown, † 1979)
- Philip Watkins McKinney, politico statunitense (New Store, n. 1832 - † 1899)
- Philip Morrell, politico britannico (n. 1870 - † 1943)
- Phil Murphy, politico e diplomatico statunitense (Needham, n. 1957)
- Philip Pierre, politico santaluciano (Castries, n. 1954)
- Philip Snowden, I visconte Snowden, politico britannico (Cowling, n. 1864 - Tilford, † 1937)
- Philip Stanhope, V conte Stanhope, politico e storico inglese (Walmer, n. 1805 - Bournemouth, † 1875)
- Philip Yorke, III conte di Hardwicke, politico inglese (Cambridge, n. 1757 - † 1834)
- Philip Yorke, I conte di Hardwicke, politico inglese (Dover, n. 1690 - Londra, † 1764)

## Produttori discografici(2)
- Phil Ramone, produttore discografico, violinista e compositore statunitense (Sudafrica, n. 1934 - New York, † 2013)
- Pip Williams, produttore discografico, arrangiatore e chitarrista britannico (Glasgow, n. 1947)

## Produttori teatrali(1)
- Philip Rose, produttore teatrale, librettista e regista teatrale statunitense (Manhattan, n. 1921 - Englewood, † 2011)

## Produttori televisivi(1)
- Philip Sgriccia, produttore televisivo statunitense (n. 1957)

## Psicologi(2)
- Philip Johnson-Laird, psicologo britannico (Leeds, n. 1936)
- Philip Zimbardo, psicologo statunitense (New York, n. 1933)

## Pugili(1)
- Philip Waruinge, pugile keniota (Muranga, n. 1945 - Nakuru, † 2022)

## Radiologi(1)
- Philip Strax, radiologo statunitense (New York, n. 1909 - Bethesda, † 1999)

## Registi(12)
- Philip G. Atwell, regista statunitense (Filadelfia, n. 1974)
- Philip Adrian Booth, regista, sceneggiatore e montatore britannico (n. 1960)
- Philip Dunne, regista e sceneggiatore statunitense (New York City, n. 1908 - Malibù, † 1992)
- Philip Ford, regista e attore statunitense (Portland, n. 1900 - Los Angeles, † 1976)
- Alex Gibney, regista, sceneggiatore e produttore cinematografico statunitense (New York, n. 1953)
- Philip Gröning, regista e sceneggiatore tedesco (Düsseldorf, n. 1959)
- Davis Guggenheim, regista e produttore cinematografico statunitense (St. Louis, n. 1963)
- Philip Haas, regista, sceneggiatore e produttore cinematografico statunitense (n. 1954)
- Philip Kaufman, regista, sceneggiatore e produttore cinematografico statunitense (Chicago, n. 1936)
- Philip Leacock, regista britannico (Londra, n. 1917 - Londra, † 1990)
- Philip Moeller, regista, produttore teatrale e drammaturgo statunitense (New York, n. 1880 - New York, † 1958)
- Phil Lord e Christopher Miller, regista, sceneggiatore e produttore cinematografico statunitense (Miami, n. 1975)

## Religiosi(2)
- Philip Henry, religioso britannico (Whitehall, n. 1631 - Malpas, † 1696)
- Philip Mulryne, religioso e ex calciatore nordirlandese (Belfast, n. 1978)

## Rugbisti a 15(6)
- Phil Danaher, ex rugbista a 15, allenatore di rugby a 15 e imprenditore irlandese (Abbeyfeale, n. 1965)
- Phil de Glanville, rugbista a 15 britannico (Loughborough, n. 1968)
- Phil Greening, ex rugbista a 15 e allenatore di rugby britannico (Gloucester, n. 1975)
- Phil Kearns, ex rugbista a 15 australiano (Sydney, n. 1967)
- Phil Murphy, ex rugbista a 15 canadese (Saint John's, n. 1976)
- Phil Vickery, ex rugbista a 15 britannico (Barnstaple, n. 1976)

## Saggisti(1)
- Philip Chase Bobbitt, saggista e politologo statunitense (Temple, n. 1948)

## Scacchisti(2)
- Stuart Milner-Barry, scacchista e crittografo britannico (Londra, n. 1906 - Londra, † 1995)
- Philip Stamma, scacchista e compositore di scacchi siriano (Aleppo, n. 1705 - Londra, † 1755)

## Sceneggiatori(2)
- Philip G. Epstein, sceneggiatore statunitense (New York, n. 1909 - Los Angeles, † 1952)
- Philip Lonergan, sceneggiatore statunitense (Hackensack, n. 1887 - Hollywood, † 1940)

## Sciatori alpini(2)
- Phil Brown, ex sciatore alpino canadese (Toronto, n. 1991)
- Philip Hoffmann, sciatore alpino austriaco (Spittal an der Drau, n. 2002)

## Scrittori(15)
- Philip Bialowitz, scrittore e superstite dell'Olocausto polacco (Izbica, n. 1925 - Delray Beach, † 2016)
- Philip Coppens, scrittore, giornalista e conduttore radiofonico belga (Sint-Niklaas, n. 1971 - Los Angeles, † 2012)
- Philip K. Dick, scrittore statunitense (Chicago, n. 1928 - Santa Ana, † 1982)
- Philip José Farmer, scrittore e autore di fantascienza statunitense (Terre Haute, n. 1918 - Peoria, † 2009)
- Philip Kerr, scrittore scozzese (Edimburgo, n. 1956 - † 2018)
- Philip Larkin, scrittore, poeta e critico musicale britannico (Coventry, n. 1922 - Londra, † 1985)
- Philip Luty, scrittore e attivista britannico (n. 1965 - Leeds, † 2011)
- Philip MacDonald, scrittore britannico (Londra, n. 1900 - Woodland Hills, † 1980)
- Philip Pullman, scrittore britannico (Norwich, n. 1946)
- Philip Reeve, scrittore e illustratore britannico (Brighton, n. 1966)
- Philip Roth, scrittore statunitense (Newark, n. 1933 - New York, † 2018)
- Philip W. Sergeant, scrittore e scacchista britannico (Londra, n. 1872 - Guildford, † 1952)
- Philip Van Doren Stern, scrittore, storico e editore statunitense (Wyalusing, n. 1900 - Sarasota, † 1984)
- Philip Wylie, scrittore e saggista statunitense (Beverly, n. 1902 - † 1971)
- Philip Francis Nowlan, scrittore statunitense (Filadelfia, n. 1888 - Filadelfia, † 1940)

## Stilisti(1)
- Philip Treacy, stilista irlandese (Ballinasloe, n. 1967)

## Surfisti(1)
- Andy Irons, surfista statunitense (Honolulu, n. 1978 - Grapevine, † 2010)

## Tennisti(1)
- Phil Dent, ex tennista australiano (Sydney, n. 1950)

## Tenori(1)
- Philip Langridge, tenore inglese (Hawkhurst, n. 1939 - Guildford, † 2010)

## Teologi(1)
- Philip Doddridge, teologo inglese (Londra, n. 1702 - Lisbona, † 1751)

## Velocisti(2)
- Phil Brown, ex velocista britannico (Birmingham, n. 1962)
- Phil Edwards, velocista, mezzofondista e medico canadese (Georgetown, n. 1907 - Montréal, † 1971)

## Vescovi cattolici(2)
- Philip Boyce, vescovo cattolico irlandese (Downings, n. 1940)
- Philip Moger, vescovo cattolico inglese (Halifax, n. 1955)

## Violinisti(1)
- Philip A. Herfort, violinista e direttore d'orchestra tedesco (Berlino, n. 1851 - Brooklyn, † 1921)

## Wrestler(2)
- Justin Gabriel, wrestler sudafricano (Città del Capo, n. 1981)
- Phil Lafon, wrestler canadese (Mantouage, n. 1961)

## Senza attività specificata(5)
- Philip Astley, cavallerizzo inglese (n. 1742 - † 1814)
- Phil Davies, allenatore di rugby a 15 e ex rugbista a 15 gallese (Seven Sisters, n. 1963)
- Kingsley Jones, allenatore di rugby a 15 e ex rugbista a 15 britannico (Nantyglo, n. 1969)
- Phil Taylor, ex giocatore di freccette inglese (Burslem, n. 1960)
- Philip Walsted, statunitense (n. 1978 - Tucson, † 2002)